# Casa de Lavalleja

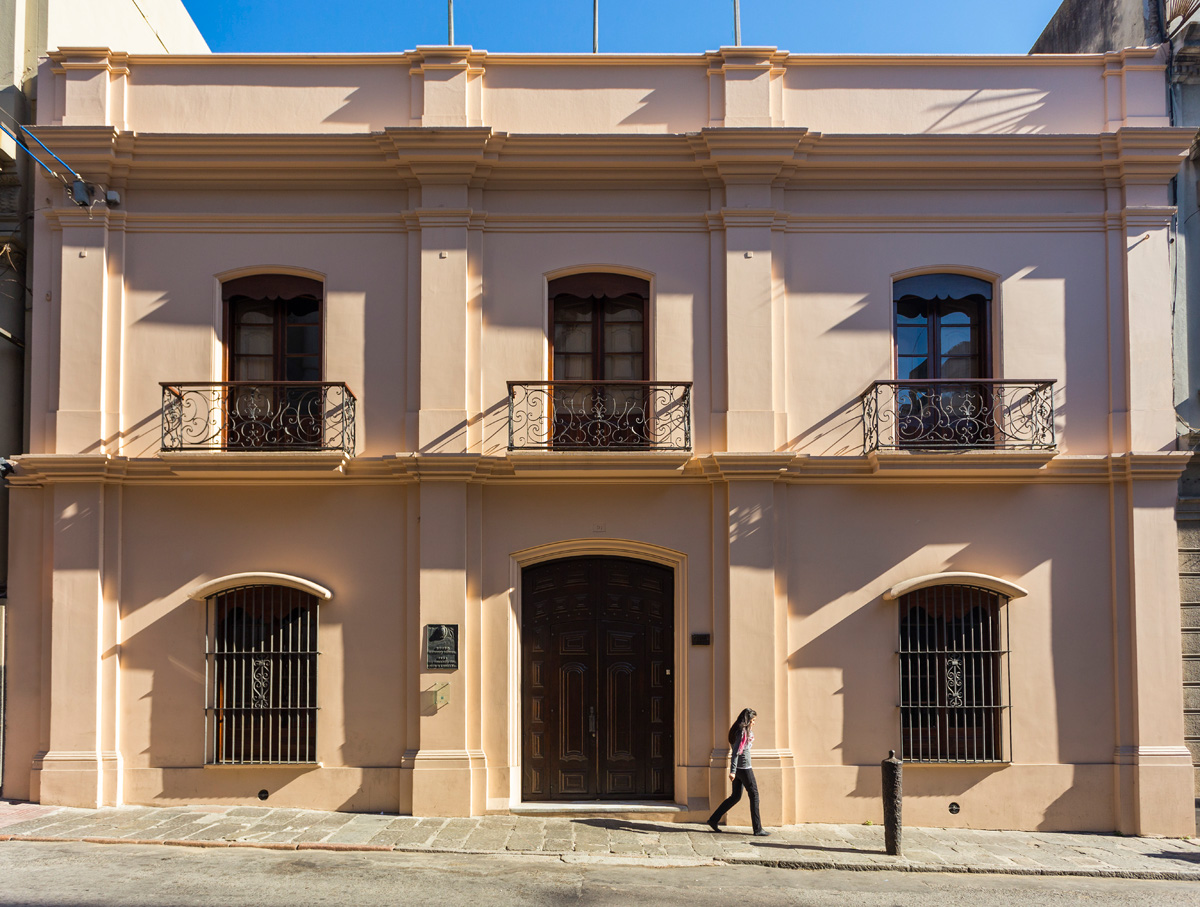
Haus von Juan Antonio Lavalleja in Montevideo

Das Casa de Lavalleja ist ein Bauwerk in der uruguayischen Landeshauptstadt Montevideo.
Das um 1783 errichtete Gebäude ist eines der wenigen erhaltenen in der kolonialen Bauweise dieser Epoche der Geschichte Montevideos und befindet sich in der Ciudad Vieja an der Calle Zabala 1469 zwischen den Straßen 25 de Mayo und Cerrito. Angaben über den Architekten des Casa de Lavalleja sind nicht vorhanden. Am ursprünglich als Wohnhaus für Manuel Cipriano de Melo y Mencía konzipierten Bauwerk, in dem später der Brigadier General Juan Antonio Lavalleja lebte, fanden im Jahr 1942 am 17. Oktober des Vorjahres begonnene Restaurierungsarbeiten unter Leitung der Architekten A. Campos und F. Lasala statt. Es beherbergt seit der Eröffnung am 12. Oktober 1942 das Museo Histórico Nacional. Das neun Meter hohe, zweistöckige und über eine Grundfläche von 760 m² verfügende Casa de Lavalleja steht im Eigentum des Uruguayischen Bildungs- und Kulturministeriums (Ministerio de Educación y Cultura).
Seit 1975 ist das Gebäude als Monumento Histórico Nacional klassifiziert.